# Acacia maidenii
Acacia maidenii F.Muell., 1893 è un albero della famiglia delle Fabacee originario dell'Australia orientale, introdotto dall'uomo in India, Argentina e Florida.

## Descrizione
Si presenta come un albero che può crescere fino a 20 metri di altezza.